# 40 (produttore)
40, pseudonimo di Noah Shebib (Toronto, 31 marzo 1983), è un produttore discografico e attore canadese.

## Biografia
Noah è nato nell'Ontario dal regista cinematografico Donald Shebib e dall'attrice Tedde Moore, conosciuti per aver recitato in A Christmas Story - Una storia di Natale. Noah ha studiato e si è diplomato al Humberside Collegiate Institute e al Parkdale Collegiate Institute  di Toronto, prima di diventare attore. Nel 2005, all'età di 22 anni, gli è stata diagnosticata la sclerosi multipla. La sua storia personale è ben visibile sul sito web della National Multiple Sclerosis Society, dove delinea le sue esperienze con la malattia, sperando che creando consapevolezza e «migliorando le connessioni e le conoscenze sulla SM, si possa porre fine alla malattia». Anche a sua madre è stata diagnosticata la stessa malattia.

## Carriera

### Cinema e televisione
Ha iniziato la sua carriera da bambino, con diverse partecipazioni a programmi televisivi e film. Nel 1996 ha partecipato in un episodio della serie televisiva Goosebumps e in 10 nella serie Wind at My Back (nel 1996 e 1997). Ha ottenuto poi, nel 1999, un ruolo di maggior rilievo nel film Il giardino delle vergini suicide. La sua ultima interpretazione è avvenuta nel film Perfect Pie del 2002.

### Musica
Inizialmente, dopo avere abbandonato il mondo della recitazione, Noah, ha fatto il disc jockey sotto il nome di DJ Decibel e si esibiva insieme a MC Elite (Everett MacLean). Successivamente Shebib è passato da DJ a produttore musicale, lavorando con artisti locali di Toronto come Empire, Knamelis, Stolenowners, Christopher Morales e Saukrates. Ha adottato lo pseudonimo di "40 Days & 40 Nights" (che in seguito è stato abbreviato a "40") all'inizio della sua carriera, poiché lavorava in studio per tutta la notte, senza dormire.
Ha iniziato a lavorare con la star della serie Degrassi, Aubrey Graham (noto successivamente come Drake) nel 2005. Quando Shebib iniziò a lavorare con Drake, era solamente un ingegnere di registrazione e di missaggio. Tuttavia, dopo il terzo giorno di lavoro, Noah ha deciso di costruire un rapporto di produzione esclusivo con Drake, proclamando che "avrebbero conquistato il mondo insieme".
La grande occasione di Shebib è arrivata nel 2009, quando è stato produttore esecutivo del mixtape dell'ormai rapper Drake intitolato So Far Gone con il produttore di Toronto, Boi-1da. Ha registrato e mixato ogni brano dell'album, e ha anche prodotto alcune tracce degne di nota come The Calm, Houstatlantavegas, Bria's Interlude e Successful, che finirono per definire il genere di Drake in futuro. Ha anche lavorato all'album in studio di debutto del rapper, Thank Me Later, e al secondo, Take Care. In quest'ultimo, Shebib ha co prodotto quasi tutte le tracce, oltre ai suoi soliti lavori di registrazione e missaggio. Shebib ha anche prodotto il singolo I'm Single estratto dal mixtape No Ce Ceiling di Lil Wayne, Un-Thinkable (I'm Ready) di Alicia Keys e Demonstrate di JoJo.
40, insieme a Drake e Oliver El-Khatib, ha fondato l'etichetta discografica OVO Sound nel 2012. La musica prodotta sotto la label viene caricata sulla pagina blog del sito, disponibile per lo streaming, prima che l'album venga ufficialmente pubblicato. Un esempio è il singolo Marvins Room, che è stato pubblicato per la prima volta sul blog cinque giorni dopo il suo concepimento, prima ancora che fosse previsto come singolo dell'album rispettivo. Il produttor ha contribuito a produrre nuove tracce di Drake, co-producendo il singolo principale "Started from the Bottom, tra le molte altre.
Shebib ha anche lavorato al terzo album di Drake, Nothing Was the Same, al suo quarto album in studio Views, e a tutti quelli successivi di Drake da solista, come  Scorpion e Certified Lover Boy.

## Discografia

### Album prodotti
- 2005 – Divine Brown – Divine Brown
- 2007 – JDiggz - Memoirs of a Playbwoy
- 2009 – Drake – So Far Gone
- 2009 – Drake – So Far Gone EP
- 2010 – Drake – Thank Me Later
- 2011 – Drake – Take Care
- 2013 – Drake – Nothing Was the Same
- 2016 – Drake – Views
- 2018 – Drake – Scorpion
- 2019 – Drake – Care Package
- 2021 – Drake – Certified Lover Boy
- 2023 – Drake – For All the Dogs
- 2023 – Drake – For All the Dogs Scary Hours Edition

### Singoli prodotti
- 2009 – Drake feat. Trey Songz – Successful
- 2010 – Lil Wayne – I'm Single
- 2010 – Mariah Carey – Un-Thinkable (I'm Ready)
- 2010 – Drake feat. Lil Wayne – Miss Me
- 2010 – Drake feat. T.I. e Swizz Beatz – Fancy
- 2010 – Jamie Foxx feat. Drake – Fall for Your Type
- 2011 – DJ Khaled feat. Drake, Rick Ross e Lil Wayne – I'm on One
- 2011 – Drake – Headlines
- 2011 – Tyga feat. Drake – Still Got It
- 2012 – Drake feat. Rihanna – Take Care
- 2012 – Aaliyah feat. Drake – Enough Said
- 2012 – JoJo – Demonstrate
- 2012 – ASAP Rocky feat. Drake, 2 Chainz e Kendrick Lamar – Fuckin' Problems
- 2013 – Drake – Started from the Bottom
- 2013 – DJ Khaled feat. Drake, Rick Ross & Lil Wayne – No New Friends
- 2013 – Drake feat. Majid Jordan – Hold On, We're Going Home
- 2013 – Drake feat. 2 Chainz e Big Sean – All Me
- 2014 – Young Money feat. Drake – Trophies
- 2015 – Action Bronson – Actin Crazy
- 2015 – Majid Jordan feat. Drake – My Love
- 2016 – Drake – Summer Sixteen
- 2016 – PartyNextDoor feat. Drake – Come and See Me
- 2016 – Drake feat. Wizkid e Kyla – One Dance
- 2017 – Drake feat. Kanye West – Glow
- 2018 – Drake – God's Plan
- 2018 – Drake – Nice for What
- 2018 – Drake – Don't Matter to Me
- 2018 – Drake – In My Feelings
- 2020 – Drake – Toosie Slide
- 2020 – Drake – Chicago Freestyle

## Filmografia
- The Mighty Jungle (1 episodio, 1994)
- Piccoli Brividi (Goosebumps) (1 episodio, 1996)
- Wind at My Back (10 episodi, 1996-97)
- L'ultimo padrino (The Last Don) - miniserie TV (1997)
- College femminile (1998)
- Il giardino delle vergini suicide (The Virgin Suicides), regia di Sofia Coppola (1999)
- Mary Cassatt: An American Impressionist - film TV (1999)
- Deadly Appearances - film TV (2000)
- Love and Murder - film TV (2000)
- Run the Wild Fields - film TV (2000)
- Perfect Pie (2002)